# سانت لويس، أوت رين
سانت لويس (‎fr‏؛ Sä-Louis؛ Sankt Ludwig) هي بلدية في إقليم أوت رين بمنطقة الألزاس في شمال شرق فرنسا.
يطلق على سكان المدينة اسم لودوفيسيين.

## التاريخ
مع احتلال فرنسا لمنطقة سونغو وأجزاء أخرى من الألزاس خلال حرب الثلاثين عاماً، ثم معاهدات صلح ويستفاليا، بدأت فرنسا تهتم بالسيطرة على الأراضي الواقعة غرب نهر الراين عند ركبة الراين، أسفل كانتون بازل، الذي انضم إلى الاتحاد السويسري القديم عام 1501. في عام 1679، أمر لويس الرابع عشر ببناء قلعة هوينغن في هذا الموقع الاستراتيجي، حيث كان لابد من تهجير سكان قرية الصيد هوينغن لإفساح المجال للقلعة التي صممها المهندس العسكري فوبان.